# ملعب دار المعمور

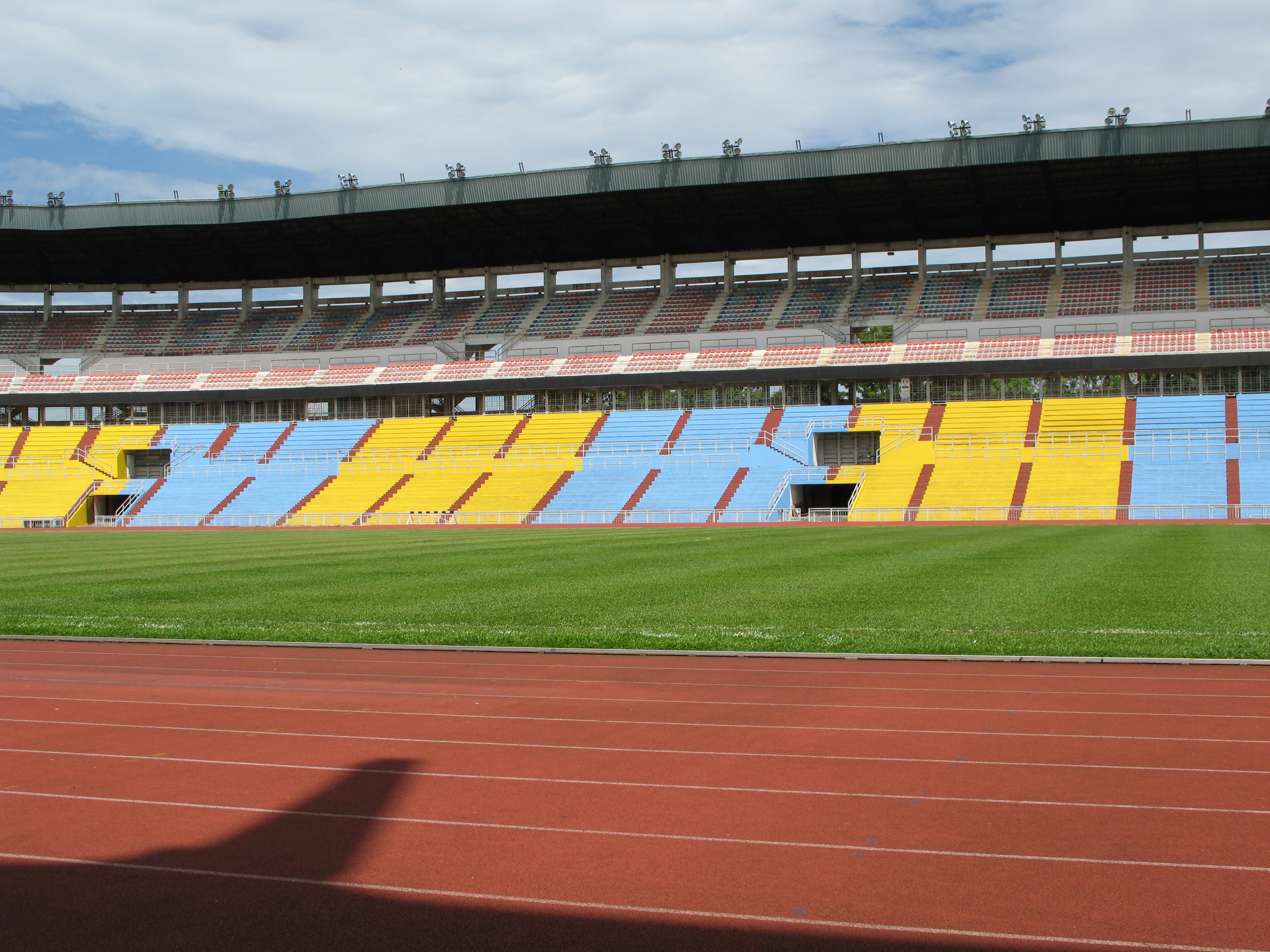

ملعب دار المعمور هو ملعب متعدد الاستخدام يقع في إقليم فهغ دار المعمور الماليزي. غالبا ما تلعب عليه مباريات كرة القدم . يسع الملعب لجلوس 40 ألف متفرج . يعتبر الملعب الرسمي الذي يخوض فيه نادي شاهزان مودا مبارياته . تم افتتاح الملعب في سنة 1970 .